# THE FLASH/フラッシュ
『THE FLASH/フラッシュ』（原題：The Flash）は、2014年10月7日にThe CWで放送が始まったDCコミックスの「フラッシュ」に基づくアメリカ合衆国の実写テレビシリーズ。『ARROW/アロー』から発展したシェアード・ユニバース「アローバース」の一作品で、『ARROW/アロー』シーズン2を前日譚としている。
2022年6月7日には外伝コミック『EARTH-PRIME #5: THE FLASH』が、同年同月21日にはその続きである『EARTH-PRIME #6: HERO'S TWILIGHT』が発行された。これらのコミックの脚本は本作の脚本家によって手掛けられており、テレビ本編と連動した内容となっている。

## あらすじ
セントラル・シティ警察の科学捜査班で働くバリー・アレンは、優秀だが変わり者で、奇妙な事件や科学の情報を追う日々を送っている。
バリーは11歳の頃にセントラル・シティ警察の刑事 ジョー・ウェストに引き取られ、ジョーの娘のアイリスと共に育った。バリーの実の父親であるヘンリー・アレンは、妻でバリーの母親のノラ・アレンを殺害した罪で投獄されている。
しかし、バリーは母親が殺された夜、稲妻のような存在が母親を襲うのを目撃していた。バリーが奇妙な事件や科学の情報を追うのは、父の無実を証明する為にも、母親の死の真相を明らかにしたい一心だった。
ある晩、セントラル・シティのS.T.A.R.ラボの粒子加速器が不慮の爆発事故を起こし、異常な気象現象が発生、バリーは雷に打たれて昏睡状態に陥る。
9ヶ月後、目を覚ましたバリーは、世界が一変していることに気づく。粒子加速器事故の影響で一部の人間が超常的な力を得ており、自身もまた超常的な速さを得ていたのだ。
街では力を得た人間〈メタヒューマン〉によって人々が危険に晒され始めていた。正義感が強く、優しいバリーに、人々が傷つく姿をただ見ていることはできない。
S.T.A.R.ラボの優秀な科学者であるハリソン・ウェルズ、シスコ・ラモン、ケイトリン・スノーの協力を得たバリーは、赤い閃光〈フラッシュ〉となり、人々を守る為、誰よりも速く疾走する。

## 沿革
2013年7月30日
　DCコミックスのフラッシュを原案とする本作の計画が進行していることと、その主人公となるバリー・アレンが先立って『ARROW/アロー』シーズン2に登場することが発表された。
2013年9月13日
　グラント・ガスティンがバリー・アレン役で『ARROW/アロー』シーズン2の第8話、第9話、第20話に出演することが報じられた。第20話はバリーがフラッシュに変わる本作のバックドア・パイロットとなる。
2013年10月9日
　The CWで『ARROW/アロー』シーズン2の放送が始まった。
2013年12月4日～11日
　『ARROW/アロー』シーズン2 第8話と第9話にバリー・アレンが登場した。
2014年1月29日
　『ARROW/アロー』シーズン2 第20話をバックドア・パイロットとする計画が中止され、より大きな製作費でバリー・アレンの物語と世界観を肉付けできるパイロット・エピソードが製作されることが報じられた。
2014年4月16日
　『ARROW/アロー』シーズン2 第19話にシスコ・ラモンとケイトリン・スノーが登場した。
2014年5月8日
　本作のシリーズ化が正式に決まり、13話分発注されたことが報じられた。
2014年5月14日
　The CWで『ARROW/アロー』シーズン2 最終話が放送された。
2014年7月
　サンディエゴ・コミコン・インターナショナルのワーナー・ブラザース・テレビジョンとDCエンターテインメントのパネルで、パイロット・エピソードが先行上映された。
2014年9月22日
　更に3話分発注されたことが報じられた。
2014年10月21日
　更に7話分発注され、合計23話のフルシーズンとなったことが報じられた。
2014年10月7日
　The CWで『THE FLASH/フラッシュ』の放送が始まった。同日にカナダでも放送が始まった。
2014年10月9日
　『THE FLASH/フラッシュ』シーズン1 第2話がニューヨーク・コミコンで先行上映された。
2014年10月28日
　イギリスとアイルランドにて『THE FLASH/フラッシュ』の放送が始まった。
2014年12月3日
　オーストラリアにて『THE FLASH/フラッシュ』の放送が始まった。
2014年12月18日
　ウォータータワー・ミュージックがクロスオーバー・イベント『フラッシュ VS アロー』と『THE FLASH/フラッシュ』シーズン1 第9話から音楽を2トラック公開した。
2022年8月2日
　同年3月に更新されたシーズン9で完結する事が明らかになった。シーズン9はこれ迄で最も少ない全13話の予定。同年9月に製作開始、2023年に放送予定。

## 出演者
○＝メイン、◇＝リカーリング、ゲスト＝△
| 出演者                       | 役名 | 出演したシーズン | 出演したシーズン | 出演したシーズン | 出演したシーズン | 出演したシーズン | 出演したシーズン | 出演したシーズン | 出演したシーズン | 日本語吹替              |
| 出演者                       | 役名 | 1                | 2                | 3                | 4                | 5                | 6                | 7                | 8                | 日本語吹替              |
| ---------------------------- | --- | ---------------- | ---------------- | ---------------- | ---------------- | ---------------- | ---------------- | ---------------- | ---------------- | ----------------------- |
| グラント・ガスティン         | - バリー・アレン - アース2のバリー・アレン | ○                | ○                | ○                | ○                | ○                | ○                | ○                | ○                | 福山潤                  |
| キャンディス・パットン       | - アイリス・ウェスト - アース2のアイリス・ウェスト | ○                | ○                | ○                | ○                | ○                | ○                | ○                | ○                | 村中知                  |
| ジェシー・L・マーティン      | - ジョー・ウェスト - アース2のジョー・ウェスト | ○                | ○                | ○                | ○                | ○                | ○                | ○                | ○                | 山岸治雄                |
| カルロス・バルデス           | - シスコ・ラモン - アース2のシスコ・ラモン | ○                | ○                | ○                | ○                | ○                | ○                | ○                |                  | 藤田大助                |
| ダニエル・パナベイカー       | - ケイトリン・スノー - アース2のケイトリン・スノー - フロスト                                                                                          | ○                | ○                | ○                | ○                | ○                | ○                | ○                | ○                | - 東條加那子 - 行成とあ |
| トム・キャバナー             | - イオバード・ソーン - ハリソン・ウェルズ - ハリー・ウェルズ - H.R.ウェルズ - ハリソン・シャーローク・ウェルズ - ハリソン・ナッシュ・ウェルズ - etc... | ○                | ○                | ○                | ○                | ○                | ○                | ○                | △                | 宮本充                  |
| ジョン・ウェズリー・シップ   | - ヘンリー・アレン - ジェイ・ギャリック - アース90のバリー・アレン                                                                                     | ◇                | ◇                | ◇                | △                | △                | △                | △                | △                | 江原正士                |
| ミシェル・ハリソン           | - ノラ・アレン - ジョアン・ウィリアムズ - スピードフォース                                                                                             | ◇                | △                | △                |                  | △                | △                | ◇                | △                | まつだ志緒理            |
| ダニエル・ニコレット         | - セシル・ホートン | △                |                  | ◇                | ◇                | ○                | ○                | ○                | ○                | 西川侑津佳              |
| キーナン・ロンズデール       | - ウォリー・ウェスト |                  | ○                | ○                | ○                | △                | △                |                  |                  | 村瀬歩                  |
| ハートリー・ソーヤー         | - ラルフ・ディブニー |                  |                  |                  | ◇                | ○                | ○                |                  |                  | 森田成一                |
| ジェシカ・パーカー・ケネディ | - ノラ・ウェスト＝アレン |                  |                  |                  | ◇                | ○                |                  | ◇                | △                |                         |
| ブランドン･マクナイト        | - チェスター・P・ランク |                  |                  |                  |                  |                  | △                | ○                | ○                |                         |
| ケイラ･コンプトン            | - アレグラ･ガルシア |                  |                  |                  |                  |                  | ◇                | ○                | ○                | 安済知佳                |
| デヴィッド・ラムゼイ         | - ジョン・ディグル | △                | △                | △                | △                | △                | △                | △                | △                | 三宅健太                |

## 作中用語

### 場所
セントラル・シティ Central City
　主な舞台となるアメリカ合衆国の都市。
　原案は、DCコミックスの「セントラル・シティ」。

S.T.A.R.ラボ S.T.A.R. Labs
　正式名は「Scientific and Technological Advanced Research Laboratories」。訳すと「最先端科学研究施設」。
　セントラル・シティの自警団「チーム・フラッシュ」の基地でもある研究所。
　かつては数百人の優秀な科学者が所属する世界有数の研究施設で、粒子加速器を使って世の常識を塗り替える筈だったが、粒子加速器が事故を起こしたことで評判は地に落ち、所属するのはハリソン・ウェルズとシスコ・ラモン、ケイトリン・スノーのみとなった。それでも、メタヒューマンたちが起こす超常的な事件に対応できるほどの技術があり、警察に協力するなどして名誉挽回しつつある。
　多種多様な研究・開発機器を始め、小規模な医療設備や生活空間も存在し、予備電源の確保もある為、籠城戦も可能である。その他にも、粒子加速器の汎用シキャビティを転用した「パイプライン」と呼ばれるメタヒューマンの力を抑制できる檻や、イオバード・ソーンが密かに設けた特殊な部屋「タイムボルト」が存在する。
　シーズン3ではH.R.によって設備や研究を披露する「S.T.A.R.ラボ・ミュージアム」という場が設けられた。
　シーズン5で描写された2040年の未来では「フラッシュ博物館」という施設になっており、フラッシュの戦いの軌跡を辿る展示やフラッシュのフィギュアなどのグッズ販売が行われている。
　原案は、DCコミックスの「スターラボ」。

マルチバース Multiverse
　無数の「アース」と称されるユニバースの集合体。アースとアースの関係性は並行世界であり、あるアースの存在とよく似た別のアースの存在のことは「ドッペルゲンガー」と称される。
　本作の主な舞台は「アース1」。このアース1の並行世界として、アース1とは色々なものが逆転した「アース2」、『SUPERGIRL/スーパーガール』の主な舞台である「アース38」、ナチスに支配された「アースX」などが存在する。
　マルチバースはクライシス・オン・インフィニット・アースを経て生まれ変わり、その際に本作の舞台は「アース・プライム」に変わった。

### 種族
メタヒューマン Metahuman
　超能力を持った人間の総称。
　『THE FLASH/フラッシュ』に登場するメタヒューマンは大半がダークマターによって能力を得た者だが、中にはそうでない者もいる。得られる特殊能力は十人十色であり、スピードスターなど肉体を強化する者もいれば、物質を操作する、精神干渉や時空間移動なども可能にする場合がある。
　フラッシュが抑止力となっていたため一部の犯罪者などを除き表舞台に立つことはなかったが、ダークマターの影響は広範囲に及んでおり被害を抑えたアース2でも長大なリストを作り上げられる程。実際にシーズン5ではメタ治療を受けるためセントラルシティ警察に大挙し押し寄せたメタヒューマンの市民がごった返した状態で、あと一歩で暴動にまで発展しかねない様相を呈していた。
　なおメタヒューマン化したからといって生涯能力と共に在らなければいけない訳ではなく、シーズン5でシスコとケイトリンが開発した治療薬による「メタ治療」が確立。以降は本人の同意の元であれば元の人間に戻れる措置がとられた。

スピードスター Speedster
　高速で動く能力を持つメタヒューマンの総称。
　スピードスターはスピードフォースから力を引き出しており、全身に稲妻を纏っている。ケイトリンの分析によればスピードスターの足を動かす速度自体は全員がほぼ等速であり、スピードに差がつくのは地面に対する接触時間が決め手になるらしく、シーズン2時点でフラッシュとズームは推進力に30%もの差がついていた。これらはスピードフォースの扱いで成長していくものだが、他にもタキオンや高圧電流などの外部エネルギーを供給することで速度を向上させられる。
　その能力は高速移動に一辺倒というだけではなく非常に多彩で、「怪我を早く治す」「思考速度や反射神経を向上させる」「分身する（スピードミラージュ）」「全身の細胞を高速振動させてトランス状態にし、物体をすり抜ける」「高速で腕を回したり、同じ場所を回って走ったりすることで、空気を巻き上げ竜巻を発生させる」「稲妻を放つ」「時空間を移動する」「タイムレムナントを生成する」「他人にスピードを分け与える」「他人のスピードを奪う」等ができる。また、スピードフォースの時間的な防御作用によって、通常のタイムトラベラーと異なり、一つの時間軸に別の時間軸の自分と同時に存在し続けられる、存在が消えかけてもスピードフォースに保護され短期間なら存在を維持できるなどの恩恵を受けることが可能。
　反面、代謝が高すぎて、アルコールで酔えず、鎮静剤が効かず、空腹になりやすい。シスコ曰く「バリーが1日に必要なカロリーはざっとタコス850個分（約1万キロカロリー）」。

タイムレイス Time Wraith
　時間軸に不用意に干渉するスピードスターを襲う、スピードフォースと密接な関係にある超時空存在。
　タイムレイスは一見すると『ハリー・ポッター』のディメンターのような姿だが、よく見ると亡霊化したフラッシュのような姿をしている。

### 超自然的な力
スピードフォース Speed Force
　超次元に存在する運動エネルギーで、フラッシュを始めとする殆どのスピードスターの力の源。
　内部では幻影のように様々なものが現れる。
　スピードフォースの使用者は、喜び・楽しみ・愛といった正の感情で力を増す。

ネガティブ・スピードフォース Negative Speed Force
　イオバード・ソーン／リバースフラッシュによって生み出された、負のスピードフォース。
　内部にいると歴史改変の影響を受けずに済む。
　ネガティブ・スピードフォースの使用者は、怒り・悲しみ・憎しみといった負の感情で力を増す。

### その他の用語
ダークマター Dark Matter
　生物の体の構造を変化させ、超能力を発現させる亜原子粒子の総称。
　S.T.A.R.ラボの粒子加速器事故はこれを放出した。

ヴェロシティ Velocity
　スピードフォースに擬似的に繋げることで、スピードスターの速度を増幅させたり、スピードスターでない者にも超高速の力を授けたりすることができる薬。

タイムレムナント Time Remnant / 残存した時間軸 Timeline Remnant
　タイムパラドックスを防ごうとするスピードフォースの作用によって生じる、スピードスターの時間的な複製体。
　例えば、時間移動で自分が生まれる前の時代に行き、そこで歴史改変が起きて自分の親が自分を生む前に死んだ場合、通常なら自分の存在が丸ごと消滅するが、スピードスターなら改変が起きた時点での自分が消滅するだけで、その時点より過去の自分は消滅しない。この消滅しなかった過去の自分がタイムレムナントに当たる。
　タイムレムナントを故意に生成すれば自分の複製体の軍団を作れるが、スピードミラージュの分身とは異なりタイムレムナントにはタイムレムナントの意思がある為、反逆される恐れもある。

フラッシュポイント Flashpoint
　バリー・アレンが時間を遡り、母親がリバース・フラッシュに殺されるのを食い止めたことで生じた別の時間軸。
　過ちに気づいたバリーが元の時間軸に戻そうとリバース・フラッシュに母親を殺し直させたが、完全には戻らなかった。

フラッシュタイム Flashtime
　スピードスターが起こせる、周囲の時間が止まっているかのように感じることができる現象。
　シーズン4以降、バリーはこのフラッシュタイムに他人を引き込むことができるようになった。ただし、スピードスター以外の者は体が高速に対応できない為、長時間フラッシュタイムにいることはできない。当初はフラッシュタイムに引き込むにはバリーが相手と接触している必要があったが、後にシスコの協力によりその必要はなくなった。

## 製作

### 企画
本作は『ARROW/アロー』のショーランナーでもあるグレッグ・バーランティとアンドリュー・クライスバーグと、DCコミックスのCCOであるジェフ・ジョーンズによって企画された。The CWのCEOであるマーク・ペドウィッツも「DCユニバースを広げたい」と考え、DCエンターテインメントの社長であるダイアン・ネルソンに企画を持ちかけたが、その頃には既にネルソンとバーランティとワーナー・ブラザース・テレビジョンのピーター・ロスが企画について議論していたという。なお、もう一人の『ARROW/アロー』のショーランナーであるマーク・グッゲンハイムは、『ARROW/アロー』の製作で忙しい為、『THE FLASH/フラッシュ』には関与しない。
DCコミックスの数あるキャラクターの中から「フラッシュ」が原案に選ばれたのは、企画を提案したバーランティのお気に入りのキャラクターがフラッシュで、企画に賛同したクライスバーグとジョーンズのお気に入りのキャラクターもフラッシュだったからである。
当時、アローバースには超能力を有するキャラクターが存在していなかった為、フラッシュをアローバースに導入することについて、ペドウィッツは「（少なくとも最初は）バリー・アレンは超能力を有していないかもしれない」と、クライスバーグは「超能力が当たり前になるわけではない」と説明した。
一方、フラッシュそのものについては、ジョーンズは「貧相な偽物ではなく、コミックと同じ赤いコスチュームのフラッシュである」と、クライスバーグは「スウェットスーツでも変なコードネームでもない、フラッシュになる」と説明した。更にジョーンズはフラッシュの速さの表現が「ぼかすだけ」にはならないことを述べた。
バリー・アレンの物語は、アローことオリバー・クイーンの物語と同様に、DCコミックスに忠実な要素と新鮮でエキサイティングな要素を合わせ持つ。ただし、バリー・アレンはオリバー・クイーンとは性格が全く異なり、周囲の人々や悲劇に対する反応も異なるものになる。

### 衣裳
衣裳は『ARROW/アロー』でも担当したコリーン・アトウッドがデザインした。
コスチュームはワインレッド色のスキーム、マスクヘルメット、金のアクセントがあり、パイロット版の撮影日までコンピュータレンダリングで調整された。当初ガスティンはスーツを着るまでに40分を要したが、その後改良が重ねられ、第8話の頃には約15分まで短縮された。

### 撮影
パイロット版は2014年3月にブリティッシュコロンビア州バンクーバーで撮影された。シリーズはオレゴン州ポートランドでも撮影された。

### 音楽
『ARROW/アロー』の作曲家でもあるブレイク・ニーリーが作曲する。

## 反響

### 批評家の反応
レビューアグリゲータサイトのRotten Tomatoesでは55件の批評家レビューでは支持率が96%、平均点は7.4/10となった。Metacriticでは加重平均値は27件のレビューで73/100となった。

### 視聴者数
初回は480万人の視聴者を獲得し、18-49層の視聴率は1.9となった。これは、The CWのパイロット・エピソードで2009年の『ヴァンパイア・ダイアリーズ』に次ぐ高数値であった。

### 受賞とノミネート
2014年のピープルズ・チョイス・アワードでは新テレビドラマ賞を獲得した。

## 日本国内での放送
| 放送地域      | 放送局     | 放送期間                 | 放送日時                           | 放送系列       | 備考        |
| ------------- | ---------- | ------------------------ | ---------------------------------- | -------------- | ----------- |
| 関東広域圏    | 日本テレビ | 2016年5月3日 - 10月5日   | 毎週水曜 01:59 - 02:54（火曜深夜） | 日本テレビ系列 | 2か国語放送 |
| 近畿広域圏    | 朝日放送   | 2016年5月17日 - 10月25日 | 毎週水曜 01:39 - 02:39（火曜深夜） | テレビ朝日系列 | 2か国語放送 |
| 中京広域圏    | メ〜テレ   | 2016年8月15日 -          | 毎週火曜 02:39 - 03:39（月曜深夜） | テレビ朝日系列 | 2か国語放送 |
| 香川県/岡山県 | 西日本放送 | 2017年2月3日 -           | 毎週土曜 01:30 - 02:30（金曜深夜） | 日本テレビ系列 | 2か国語放送 |

| 放送地域      | 放送局     | 放送期間                      | 放送日時                           | 放送系列       | 備考        |
| ------------- | ---------- | ----------------------------- | ---------------------------------- | -------------- | ----------- |
| 近畿広域圏    | 朝日放送   | 2018年3月13日 - 2018年8月21日 | 毎週水曜 01:39 - 02:39（火曜深夜） | テレビ朝日系列 | 2か国語放送 |
| 香川県/岡山県 | 西日本放送 | 2018年10月6日 - 2019年3月9日  | 毎週土曜 01:59 - 02:59（金曜深夜） | 日本テレビ系列 | 2か国語放送 |

## エピソード一覧

### シーズン一覧
| シーズン | シーズン | エピソード | 米国での放送日 | 米国での放送日 |
| シーズン | シーズン | エピソード | 初回           | 最終回         |
| -------- | -------- | ---------- | -------------- | -------------- |
|          | 1        | 23         | 2014年10月7日  | 2015年5月19日  |
|          | 2        | 23         | 2015年10月6日  | 2016年5月24日  |
|          | 3        | 23         | 2016年10月4日  | 2017年5月23日  |
|          | 4        | 23         | 2017年10月10日 | 2018年5月22日  |
|          | 5        | 22         | 2018年10月9日  | 2019年5月14日  |
|          | 6        | 18         | 2019年10月8日  | 2020年5月12日  |
|          | 7        | 19         | 2021年3月2日   | 2021年7月20日  |
|          | 8        | 20         | 2021年11月16日 | 2022年6月29日  |
|          | 9        | 13         | 2023年2月8日   | 2023年5月24日  |

### シーズン1 (2014年 - 2015年)
- 第8話は、クロスオーバー・イベント『フラッシュ VS アロー』の1エピソード。

| 通算 | 話数 | タイトル             | 原題                       | 監督                       | 米国放送日     | 視聴者数 (万人) |
| ---- | ---- | -------------------- | -------------------------- | -------------------------- | -------------- | --------------- |
| 1    | 1    | 誕生                 | Pilot                      | デヴィッド・ナッター       | 2014年10月7日  | 483             |
| 2    | 2    | 地上最速の男         | Fastest Man Alive          | デヴィッド・ナッター       | 2014年10月14日 | 427             |
| 3    | 3    | 戻れない過去         | Things You Can't Outrun    | ジェシー・ワーン           | 2014年10月21日 | 359             |
| 4    | 4    | キャプテン・コールド | Going Rogue                | グレン・ウィンター         | 2014年10月28日 | 353             |
| 5    | 5    | 人間兵器             | Plastique                  | ダーモット・ダウンズ       | 2014年11月11日 | 346             |
| 6    | 6    | その名はフラッシュ   | The Flash Is Born          | ミリセント・シェルトン     | 2014年11月18日 | 373             |
| 7    | 7    | 失われた力           | Power Outage               | ラリー・ショウ             | 2014年11月25日 | 347             |
| 8    | 8    | フラッシュ VS アロー | Flash vs. Arrow            | グレン・ウィンター         | 2014年12月2日  | 434             |
| 9    | 9    | 黄色い閃光           | The Man in the Yellow Suit | ラルフ・ヘメッカー         | 2014年12月9日  | 466             |
| 10   | 10   | 強敵、再び           | Revenge of the Rogues      | ニック・コパス             | 2015年1月20日  | 387             |
| 11   | 11   | 過去の亡霊           | The Sound and the Fury     | ジョン・F・ショウォルター  | 2015年1月27日  | 408             |
| 12   | 12   | 父と息子             | Crazy for You              | ロブ・ハーディー           | 2015年2月3日   | 360             |
| 13   | 13   | 2人の閃光            | The Nuclear Man            | グレン・ウィンター         | 2015年2月10日  | 366             |
| 14   | 14   | ファイヤーストーム   | Fallout                    | スティーヴ・サージク       | 2015年2月17日  | 401             |
| 15   | 15   | 告白                 | Out of Time                | トール・フロイデンタール   | 2015年3月17日  | 369             |
| 16   | 16   | 巻き戻せない時間     | Rogue Time                 | ジョン・ベーリング         | 2015年3月24日  | 333             |
| 17   | 17   | トリックスター       | Tricksters                 | ラルフ・ヘメッカー         | 2015年3月31日  | 367             |
| 18   | 18   | アトム参戦           | All Star Team Up           | ケヴィン・タンチャローエン | 2015年4月14日  | 367             |
| 19   | 19   | ウェルズ博士の正体   | Who Is Harrison Wells?     | ウェンディー・スタンツラー | 2015年4月21日  | 375             |
| 20   | 20   | リバース・フラッシュ | The Trap                   | スティーヴ・シル           | 2015年4月28日  | 393             |
| 21   | 21   | グロッド             | Grodd Lives                | ダーモット・ダウンズ       | 2015年5月5日   | 362             |
| 22   | 22   | ライバルの罠         | Rogue Air                  | ダグ・アーニオコスキー     | 2015年5月12日  | 365             |
| 23   | 23   | 過去との決別         | Fast Enough                | ダーモット・ダウンズ       | 2015年5月19日  | 387             |

### シーズン2 (2015年 - 2016年)
- 第8話は、クロスオーバー・イベント『ヒーローズ・ジョイン・フォース』の1エピソード。

| 通算 | 話数 | タイトル                   | 原題                           | 監督                         | 米国放送日     | 視聴者数 (万人) |
| ---- | ---- | -------------------------- | ------------------------------ | ---------------------------- | -------------- | --------------- |
| 24   | 1    | 新たな脅威                 | The Man Who Saved Central City | ラルフ・ヘメッカー           | 2015年10月6日  | 358             |
| 25   | 2    | もう一人のフラッシュ       | Flash of Two Worlds            | ジェシー・ワーン             | 2015年10月13日 | 349             |
| 26   | 3    | 家族の呪縛                 | Family of Rogues               | ジョン・F・ショウォルター    | 2015年10月20日 | 347             |
| 27   | 4    | ヒーローの資質             | The Fury of Firestorm          | ステファン・プレスシュンスキ | 2015年10月27日 | 343             |
| 28   | 5    | もう一人の自分             | The Darkness and the Light     | スティーヴ・シル             | 2015年11月3日  | 387             |
| 29   | 6    | ズーム襲来                 | Enter Zoom                     | JJ・マカロ                   | 2015年11月10日 | 363             |
| 30   | 7    | 失った自信                 | Gorilla Warfare                | ダーモット・ダウンズ         | 2015年11月17日 | 346             |
| 31   | 8    | レジェンド・オブ・トゥデイ | Legends of Today               | ラルフ・ヘメッカー           | 2015年12月1日  | 394             |
| 32   | 9    | クリスマスの悪夢           | Running to Stand Still         | ケヴィン・タンチャローエン   | 2015年12月8日  | 355             |
| 33   | 10   | ウェルズの決断             | Potential Energy               | ロブ・ハーディー             | 2016年1月19日  | 341             |
| 34   | 11   | リバース・フラッシュ、再び | The Reverse-Flash Returns      | マイケル・A・アロウィッツ    | 2016年1月26日  | 371             |
| 35   | 12   | 葛藤                       | Fast Lane                      | レイチェル・タラレイ         | 2016年2月2日   | 366             |
| 36   | 13   | アース2                    | Welcome to Earth-2             | ミリセント・シェルトン       | 2016年2月9日   | 396             |
| 37   | 14   | アース2からの帰還          | Escape from Earth-2            | JJ・マカロ                   | 2016年2月16日  | 390             |
| 38   | 15   | キング・シャーク           | King Shark                     | ハネル・カルペッパー         | 2016年2月23日  | 380             |
| 39   | 16   | スピードの果てに           | Trajectory                     | グレン・ウィンター           | 2016年3月22日  | 300             |
| 40   | 17   | フラッシュバック           | Flash Back                     | アリス・トラフトン           | 2016年3月29日  | 339             |
| 41   | 18   | 交換条件                   | Versus Zoom                    | ステファン・プレスシュンスキ | 2016年4月19日  | 303             |
| 42   | 19   | 奪われた力                 | Back to Normal                 | ジョン・F・ショウォルター    | 2016年4月26日  | 339             |
| 43   | 20   | 最終手段                   | Rupture                        | アルメン・V・ケヴォルキアン  | 2016年5月3日   | 334             |
| 44   | 21   | スピードフォース           | The Runaway Dinosaur           | ケヴィン・スミス             | 2016年5月10日  | 352             |
| 45   | 22   | 繰り返される悲劇           | Invincible                     | ジェシー・ワーン             | 2016年5月17日  | 337             |
| 46   | 23   | 運命のレース               | The Race of His Life           | アントニオ・ネグレ           | 2016年5月24日  | 335             |

### シーズン3 (2016年 - 2017年)
- 第8話は、クロスオーバー・イベント『インベージョン！』の1エピソード。
- 第17話は、『SUPERGIRL/スーパーガール』シーズン2とのクロスオーバー・エピソード。

| 通算 | 話数 | タイトル             | 原題                               | 監督                           | 米国放送日     | 視聴者数 (万人) |
| ---- | ---- | -------------------- | ---------------------------------- | ------------------------------ | -------------- | --------------- |
| 47   | 1    | フラッシュ・ポイント | Flashpoint                         | ジェシー・ワーン               | 2016年10月4日  | 317             |
| 48   | 2    | 代償                 | Paradox                            | ラルフ・ヘメッカー             | 2016年10月11日 | 280             |
| 49   | 3    | 新たなスピードスター | Magenta                            | アルメン・V・ケヴォルキアン    | 2016年10月18日 | 267             |
| 50   | 4    | 過去の亡霊           | The New Rogues                     | ステファン・プレスシュンスキ   | 2016年10月25日 | 280             |
| 51   | 5    | 巨大怪獣現る         | Monster                            | C・キム・マイルズ              | 2016年11月1日  | 277             |
| 52   | 6    | 忍び寄る影           | Shade                              | JJ・マカロ                     | 2016年11月15日 | 301             |
| 53   | 7    | キラーフロスト       | Killer Frost                       | ケヴィン・スミス               | 2016年11月22日 | 295             |
| 54   | 8    | インベージョン!      | Invasion!                          | ダーモット・ダウンズ           | 2016年11月29日 | 415             |
| 55   | 9    | サビター             | The Present                        | レイチェル・タラレイ           | 2016年12月6日  | 314             |
| 56   | 10   | 未来の悪夢           | Borrowing Problems from the Future | ミリセント・シェルトン         | 2017年1月24日  | 272             |
| 57   | 11   | 生か死か             | Dead or Alive                      | ハリー・ジェルジアン           | 2017年1月31日  | 306             |
| 58   | 12   | 新たな決意           | Untouchable                        | ロブ・ハーディー               | 2017年2月7日   | 291             |
| 59   | 13   | ゴリラ・シティ       | Attack on Gorilla City             | ダーモット・ダニエル・ダウンズ | 2017年2月21日  | 278             |
| 60   | 14   | グロッドの復讐       | Attack on Central City             | ダーモット・ダニエル・ダウンズ | 2017年2月28日  | 287             |
| 61   | 15   | サビターの復活       | The Wrath of Savitar               | アレクサンドラ・ラ・ロッチ     | 2017年3月7日   | 252             |
| 62   | 16   | 尊い犠牲             | Into the Speed Force               | グレゴリー・スミス             | 2017年3月14日  | 239             |
| 63   | 17   | デュエット           | Duet                               | ダーモット・ダニエル・ダウンズ | 2017年3月21日  | 271             |
| 64   | 18   | アブラ・カダブラ     | Abra Kadabra                       | ニーナ・ロペス・コラド         | 2017年3月28日  | 239             |
| 65   | 19   | 8年後                | The Once and Future Flash          | トム・キャヴァナー             | 2017年4月25日  | 267             |
| 66   | 20   | サビターの正体       | I Know Who You Are                 | ハネル・カルペッパー           | 2017年5月2日   | 269             |
| 67   | 21   | 失われた記憶         | Cause and Effect                   | デヴィッド・マクフィルター     | 2017年5月9日   | 271             |
| 68   | 22   | 悲劇のカウントダウン | Infantino Street                   | マイケル・アロウィッツ         | 2017年5月16日  | 248             |
| 69   | 23   | ゴールライン         | Finish Line                        | デヴィッド・マクフィルター     | 2017年5月23日  | 304             |

### シーズン4 (2017年 - 2018年)
- 第8話は、クロスオーバー・イベント『クライシス・オン・アースX』の1エピソード。

| 通算 | 話数 | タイトル                  | 原題                         | 監督                         | 米国放送日     | 視聴者数 (万人) |
| ---- | ---- | ------------------------- | ---------------------------- | ---------------------------- | -------------- | --------------- |
| 70   | 1    | 帰還                      | The Flash Reborn             | グレン・ウィンター           | 2017年10月10日 | 284             |
| 71   | 2    | すれ違う想い              | Mixed Signals                | アレクサンドラ・ラ・ロッチ   | 2017年10月17日 | 254             |
| 72   | 3    | 不運の連続                | Luck Be a Lady               | アルメン・V・ケヴォルキアン  | 2017年10月24日 | 262             |
| 73   | 4    | 過去の因縁                | Elongated Journey Into Night | トム・キャヴァナー           | 2017年10月31日 | 199             |
| 74   | 5    | ガールズ・ナイト          | Girls Night Out              | ローラ・ベルジー             | 2017年11月7日  | 238             |
| 75   | 6    | 4人のハリー               | When Harry Met Harry...      | ブレント・クロウウェル       | 2017年11月14日 | 246             |
| 76   | 7    | 宿敵との対面              | Therefore I Am               | デヴィッド・マクフィルター   | 2017年11月21日 | 220             |
| 77   | 8    | クライシス・オン・アースX | Crisis on Earth-X: Part 3    | ダーモット・ダウンズ         | 2017年11月28日 | 282             |
| 78   | 9    | クリスマスの悲劇          | Don't Run                    | ステファン・プレスシュンスキ | 2017年12月5日  | 222             |
| 79   | 10   | 判決                      | The Trial of the Flash       | フィリップ・チペラ           | 2018年1月16日  | 251             |
| 80   | 11   | ヒーローの条件            | The Elongated Knight Rises   | アレクサンドラ・ラ・ロッチ   | 2018年1月23日  | 212             |
| 81   | 12   | スモール・コンビ          | Honey, I Shrunk Team Flash   | クリス・ペップ               | 2018年1月30日  | 260             |
| 82   | 13   | 隠れた素顔                | True Colors                  | タラ・ニコール・ウェアー     | 2018年2月6日   | 228             |
| 83   | 14   | 対象9                     | Subject 9                    | ラルフ・ヘメッカー           | 2018年2月27日  | 212             |
| 84   | 15   | フラッシュタイム          | Enter Flashtime              | グレゴリー・スミス           | 2018年3月6日   | 204             |
| 85   | 16   | 走れ アイリス!            | Run, Iris, Run               | ハリー・ジェルジアン         | 2018年3月13日  | 209             |
| 86   | 17   | 揺らぐ信頼                | Null and Annoyed             | ケヴィン・スミス             | 2018年4月10日  | 182             |
| 87   | 18   | 守るべきもの              | Lose Yourself                | ハネル・カルペッパー         | 2018年4月17日  | 188             |
| 88   | 19   | アースXからの刺客         | Fury Rogue                   | レイチェル・タラレイ         | 2018年4月24日  | 190             |
| 89   | 20   | 決別                      | Therefore She Is             | ロブ・J・グリーンリー        | 2018年5月1日   | 170             |
| 90   | 21   | ハリソン評議会            | Harry and the Harrisons      | ケヴィン・モック             | 2018年5月8日   | 174             |
| 91   | 22   | 光の計画                  | Think Fast                   | ヴィエット・グウェン         | 2018年5月15日  | 193             |
| 92   | 23   | 新たな家族                | We Are the Flash             | デヴィッド・マクフィルター   | 2018年5月22日  | 216             |

### シーズン5 (2018年 - 2019年)
- 第9話は、クロスオーバー・イベント『エルスワールド』の1エピソード。

| 通算 | 話数 | タイトル                             | 原題                            | 監督                         | 米国放送日     | 視聴者数 (万人) |
| ---- | ---- | ------------------------------------ | ------------------------------- | ---------------------------- | -------------- | --------------- |
| 93   | 1    | ノラ                                 | Nora                            | デヴィッド・マクフィルター   | 2018年10月9日  | 208             |
| 94   | 2    | 父と娘                               | Blocked                         | キム・マイルズ               | 2018年10月16日 | 169             |
| 95   | 3    | バイブの死                           | The Death of Vibe               | アンディー・アルマガニアン   | 2018年10月23日 | 187             |
| 96   | 4    | スクープの真相                       | News Flash                      | ブレント・クロウウェル       | 2018年10月30日 | 175             |
| 97   | 5    | 家族の絆                             | All Doll'd Up                   | フィリップ・チペラ           | 2018年11月13日 | 173             |
| 98   | 6    | 絶対零度                             | The Icicle Cometh               | クリス・ペップ               | 2018年11月20日 | 160             |
| 99   | 7    | 感謝祭の夜                           | O Come, All Ye Thankful         | サラ・ボイド                 | 2018年11月27日 | 179             |
| 100  | 8    | 始まりの過去                         | What's Past Is Prologue         | トム・キャヴァナー           | 2018年12月4日  | 178             |
| 101  | 9    | エルスワールド: パート1              | Elseworlds: Part 1              | ケヴィン・タンチャローエン   | 2018年12月9日  | 183             |
| 102  | 10   | チャンス                             | The Flash & the Furious         | デヴィッド・マクフィルター   | 2019年1月15日  | 164             |
| 103  | 11   | 怒りの暴走                           | Seeing Red                      | マーカス・ストークス         | 2019年1月22日  | 188             |
| 104  | 12   | 記憶の中へ                           | Memorabilia                     | レベッカ・ジョンソン         | 2019年1月29日  | 204             |
| 105  | 13   | 目的のために                         | Goldfaced                       | アレクサンドラ・ラ・ロッチ   | 2019年2月5日   | 189             |
| 106  | 14   | 試行錯誤                             | Cause and XS                    | レイチェル・タラレイ         | 2019年2月12日  | 171             |
| 107  | 15   | キング・シャーク VS ゴリラ・グロッド | King Shark vs. Gorilla Grodd    | ステファン・プレスシュンスキ | 2019年3月5日   | 167             |
| 108  | 16   | 更なる脅威                           | Failure Is an Orphan            | ヴィエット・グウェン         | 2019年3月12日  | 155             |
| 109  | 17   | 暴かれた秘密                         | Time Bomb                       | ロブ・グリーンリー           | 2019年3月19日  | 164             |
| 110  | 18   | ゴッドスピード                       | Godspeed                        | ダニエル・パナベイカー       | 2019年4月16日  | 131             |
| 111  | 19   | 和解                                 | Snow Pack                       | ジェフ・キャシディー         | 2019年4月23日  | 163             |
| 112  | 20   | ヤング・ローグ                       | Gone Rogue                      | クリスティン・ウィンデル     | 2019年4月30日  | 137             |
| 113  | 21   | 赤い稲妻                             | The Girl with the Red Lightning | ステファン・プレスシュンスキ | 2019年5月7日   | 145             |
| 114  | 22   | 人生の選択                           | Legacy                          | グレゴリー・スミス           | 2019年5月14日  | 153             |

### シーズン6 (2019年 - 2020年)
ショーランナーがエリック・ウォレスに交代。ウォレスの方針により、シーズン6からは「グラフィック・ノベル」と称される章に分けて、物語が展開されるようになった。
- 第9話は、クロスオーバー・イベント『クライシス・オン・インフィニット・アース』の1エピソード。

| 通算                                   | 話数                              | タイトル                                          | 原題                                       | 監督                              | 米国放送日                        | 視聴者数 (万人)                   |
| Graphic Novel #1: Blood and Truth      | Graphic Novel #1: Blood and Truth | Graphic Novel #1: Blood and Truth                 | Graphic Novel #1: Blood and Truth          | Graphic Novel #1: Blood and Truth | Graphic Novel #1: Blood and Truth | Graphic Novel #1: Blood and Truth |
| -------------------------------------- | --------------------------------- | ------------------------------------------------- | ------------------------------------------ | --------------------------------- | --------------------------------- | --------------------------------- |
| 115                                    | 1                                 | ブラックホール                                    | Into the Void                              | グレゴリー・スミス                | 2019年10月8日                     | 162                               |
| 116                                    | 2                                 | 絶望と希望                                        | A Flash of the Lightning                   | クリス・ペップ                    | 2019年10月15日                    | 127                               |
| 117                                    | 3                                 | 忍び寄る脅威                                      | Dead Man Running                           | サラ・ボイド                      | 2019年10月22日                    | 138                               |
| 118                                    | 4                                 | リーダーの条件                                    | There Will Be Blood                        | マーカス・ストークス              | 2019年10月29日                    | 148                               |
| 119                                    | 5                                 | 大切な存在                                        | Kiss Kiss Breach Breach                    | メンハージ・フダ                  | 2019年11月5日                     | 119                               |
| 120                                    | 6                                 | スパイ・ヒーロー                                  | License to Elongate                        | ダニエル・パナベイカー            | 2019年11月19日                    | 129                               |
| 121                                    | 7                                 | 悪夢の始まり                                      | The Last Temptation of Barry Allen: Part 1 | チャド・ロウ                      | 2019年11月26日                    | 117                               |
| 122                                    | 8                                 | 悪夢の終わり                                      | The Last Temptation of Barry Allen: Part 2 | マイケル・ナンキン                | 2019年12月3日                     | 132                               |
| 123                                    | 9                                 | クライシス・オン・インフィニット・アース: パート3 | Crisis on Infinite Earths: Part 3          | デヴィッド・マクフィルター        | 2019年12月10日                    | 173                               |
| Graphic Novel #2: Reflections and Lies |                                   |                                                   |                                            |                                   |                                   |                                   |
| 124                                    | 10                                | 託されたもの                                      | Marathon                                   | ステファン・プレスシュンスキ      | 2020年2月4日                      | 127                               |
| 125                                    | 11                                | 愛と争いの果てに                                  | Love Is a Battlefield                      | サッツ・サザーランド              | 2020年2月11日                     | 113                               |
| 126                                    | 12                                | スー・ディアボンの秘密                            | A Girl Named Sue                           | クリス・ペップ                    | 2020年2月18日                     | 110                               |
| 127                                    | 13                                | 新たな絆                                          | Grodd Friended Me                          | ステファン・プレスシュンスキ      | 2020年2月25日                     | 117                               |
| 128                                    | 14                                | スピードフォースの死                              | Death of the Speed Force                   | ブレント・クロウウェル            | 2020年3月10日                     | 103                               |
| 129                                    | 15                                | ナッシュの過去                                    | The Exorcism of Nash Wells                 | エリック・ディーン・シートン      | 2020年3月17日                     | 119                               |
| 130                                    | 16                                | 別れの夜                                          | So Long and Goodnight                      | アレクサンドラ・ラ・ロッチ        | 2020年4月21日                     | 109                               |
| 131                                    | 17                                | 本当の自分                                        | Liberation                                 | ジェフ・バード                    | 2020年4月28日                     | 118                               |
| 132                                    | 18                                | 許すということ                                    | Pay the Piper                              | アマンダ・タッピング              | 2020年5月5日                      | 122                               |
| 133                                    | 19                                | 反撃の狼煙                                        | Success Is Assured                         | フィリップ・チペラ                | 2020年5月12日                     | 108                               |

### シーズン7 (2021年)
| 通算                                      | 話数 | タイトル          | 原題                        | 監督 | 米国放送日    | 視聴者数 (万人) |
| ----------------------------------------- | ---- | ----------------- | --------------------------- | ---- | ------------- | --------------- |
| 134                                       | 1    | ウェルズの覚悟    | All’s Wells That Ends Wells |      | 2021年3月2日  |                 |
| 135                                       | 2    | 新しい力          | The Speed of Thought        |      | 2021年3月9日  |                 |
| 136                                       | 3    | 愛と絆            | Mother                      |      | 2021年3月16日 |                 |
| Graphic Novel #3: God Complex             |      |                   |                             |      |               |                 |
| 137                                       | 4    | 未来からの刺客    | Central City Strong         |      | 2021年3月23日 |                 |
| 138                                       | 5    | 悪夢              | Fear Me                     |      | 2021年3月30日 |                 |
| 139                                       | 6    | 過去との再会      | The One with the Nineties   |      | 2021年4月6日  |                 |
| 140                                       | 7    | 消せない罪        | Growing Pains               |      | 2021年4月13日 |                 |
| 141                                       | 8    | フロストの決意    | The People V. Killer Frost  |      | 2021年5月4日  |                 |
| 142                                       | 9    | 新しいフォース    | Timeless                    |      | 2021年5月11日 |                 |
| 143                                       | 10   | 家族の問題        | Family Matters, Part 1      |      | 2021年5月18日 |                 |
| 144                                       | 11   | 本当の家族        | Family Matters, Part 2      |      | 2021年5月25日 |                 |
| Interlude I                               |      |                   |                             |      |               |                 |
| 145                                       | 12   | 旅立ち            | Good-Bye Vibrations         |      | 2021年6月8日  |                 |
| 146                                       | 13   | マスクの下の真実  | Masquerade                  |      | 2021年6月15日 |                 |
| 147                                       | 14   | 信じる心          | Rayo de Luz                 |      | 2021年6月22日 |                 |
| Graphic Novel #4: The Godspeed Imperative |      |                   |                             |      |               |                 |
| 148                                       | 15   | 波乱の予感        | Enemy at the Gates          |      | 2021年6月29日 |                 |
| 149                                       | 16   | オーガスト･ハート | P.O.W.                      |      | 2021年7月6日  |                 |
| 150                                       | 17   | 悲劇の連鎖        | Heart of the Matter, Part 1 |      | 2021年7月13日 |                 |
| 151                                       | 18   | 宿敵              | Heart of the Matter, Part 2 |      | 2021年7月20日 |                 |

### シーズン8 (2021年 - 2022年)
| 通算                                | 話数                         | タイトル                     | 原題                                  | 監督                         | 米国放送日                   | 視聴者数 (万人)              |
| Graphic Novel #5: Armageddon        | Graphic Novel #5: Armageddon | Graphic Novel #5: Armageddon | Graphic Novel #5: Armageddon          | Graphic Novel #5: Armageddon | Graphic Novel #5: Armageddon | Graphic Novel #5: Armageddon |
| ----------------------------------- | ---------------------------- | ---------------------------- | ------------------------------------- | ---------------------------- | ---------------------------- | ---------------------------- |
| 152                                 | 1                            | アルマゲドン パート1         | Armageddon, Part 1                    |                              | 2021年11月16日               |                              |
| 153                                 | 2                            | アルマゲドン パート2         | Armageddon, Part 2                    |                              | 2021年11月23日               |                              |
| 154                                 | 3                            | アルマゲドン パート3         | Armageddon, Part 3                    |                              | 2021年11月30日               |                              |
| 155                                 | 4                            | アルマゲドン パート4         | Armageddon, Part 4                    |                              | 2021年12月7日                |                              |
| 156                                 | 5                            | アルマゲドン パート5         | Armageddon, Part 5                    |                              | 2021年12月14日               |                              |
| Interlude II                        |                              |                              |                                       |                              |                              |                              |
| 157                                 | 6                            | 未来を救え                   | Impulsive Excessive Disorder          |                              | 2022年3月9日                 |                              |
| 158                                 | 7                            | 踏み出す勇気                 | Lockdown                              |                              | 2022年3月16日                |                              |
| Graphic Novel #6: Death Revisited   |                              |                              |                                       |                              |                              |                              |
| 159                                 | 8                            | 父への思い                   | The Fire Next Time                    |                              | 2022年3月23日                |                              |
| 160                                 | 9                            | 幽霊の正体                   | Phantoms                              |                              | 2022年3月30日                |                              |
| 161                                 | 10                           | 親子の決意                   | Reckless                              |                              | 2022年4月6日                 |                              |
| 162                                 | 11                           | 過去と未来                   | Resurrection                          |                              | 2022年4月13日                |                              |
| 163                                 | 12                           | デスストーム                 | Death Rises                           |                              | 2022年4月27日                |                              |
| 164                                 | 13                           | 決着の時                     | Death Falls                           |                              | 2022年5月4日                 |                              |
| Interlude III                       |                              |                              |                                       |                              |                              |                              |
| 165                                 | 14                           | 家族との別れ                 | Funeral for a Friend                  |                              | 2022年5月11日                |                              |
| 166                                 | 15                           | スティルフォース             | Into the Still Force                  |                              | 2022年5月18日                |                              |
| 167                                 | 16                           | 奪われた時間                 | The Curious Case of Bartholomew Allen |                              | 2022年5月25日                |                              |
| Graphic Novel #7: It's All Negative |                              |                              |                                       |                              |                              |                              |
| 168                                 | 17                           | 信頼                         | Keep It Dark                          |                              | 2022年6月8日                 |                              |
| 169                                 | 18                           | イオバード･ソーン            | The Man in the Yellow Tie             |                              | 2022年6月15日                |                              |
| 170                                 | 19                           | 負の力                       | Negative, Part One                    |                              | 2022年6月22日                |                              |
| 171                                 | 20                           | 負の化身                     | Negative, Part Two                    |                              | 2022年6月29日                |                              |

### シーズン9 (2023年)
| 通算                          | 話数                        | タイトル                    | 原題                                    | 監督                        | 米国放送日                  | 視聴者数 (万人)             |
| Graphic Novel #8: Rogue War   | Graphic Novel #8: Rogue War | Graphic Novel #8: Rogue War | Graphic Novel #8: Rogue War             | Graphic Novel #8: Rogue War | Graphic Novel #8: Rogue War | Graphic Novel #8: Rogue War |
| ----------------------------- | --------------------------- | --------------------------- | --------------------------------------- | --------------------------- | --------------------------- | --------------------------- |
| 172                           | 1                           | 水曜日の決意                | Wednesday Ever After                    |                             | 2023年2月8日                |                             |
| 173                           | 2                           | 新たな仲間                  | Hear No Evil                            |                             | 2023年2月15日               |                             |
| 174                           | 3                           | 大義名分                    | Rogues of War                           |                             | 2023年2月22日               |                             |
| 175                           | 4                           | レッドデスの正体            | The Mask of the Red Death, Part 1       |                             | 2023年3月1日                |                             |
| 176                           | 5                           | 正義と悪                    | The Mask of the Red Death, Part 2       |                             | 2023年3月8日                |                             |
| Interlude IV                  |                             |                             |                                         |                             |                             |                             |
| 177                           | 6                           | 幸運の女神                  | The Good, the Bad and the Lucky         |                             | 2023年3月15日               |                             |
| 178                           | 7                           | 夢のお告げ                  | Wildest Dreams                          |                             | 2023年3月29日               |                             |
| 179                           | 8                           | 時空泥棒                    | Partners in Time                        |                             | 2023年4月5日                |                             |
| 180                           | 9                           | ヒーローの覚悟              | It's My Party and I'll Die If I Want To |                             | 2023年4月26日               |                             |
| Graphic Novel #9: A New World |                             |                             |                                         |                             |                             |                             |
| 181                           | 10                          | 始まりの夜                  | A New World, Part One                   |                             | 2023年5月3日                |                             |
| 182                           | 11                          | 覚醒                        | A New World, Part Two                   |                             | 2023年5月10日               |                             |
| 183                           | 12                          | 光と闇                      | A New World, Part Three                 |                             | 2023年5月17日               |                             |
| 184                           | 13                          | 新たな希望                  | A New World, Part Four                  |                             | 2023年5月24日               |                             |